# Zenarchopterus striga
Zenarchopterus striga är en fiskart som först beskrevs av Blyth, 1858.  Zenarchopterus striga ingår i släktet Zenarchopterus och familjen Hemiramphidae. Inga underarter finns listade i Catalogue of Life.